# Groupe socialiste (Assemblée nationale)
Pour les articles homonymes, voir Groupe socialiste.
Le groupe socialiste — abrégé en SOC par les services de l'Assemblée nationale —, officiellement dénommé groupe socialistes et apparentés entre 2018 et 2022 puis depuis 2023, est le groupe parlementaire constitué autour du Parti socialiste (PS) à l'Assemblée nationale française. Ayant le plus souvent porté le nom de groupe socialiste, il a parfois pris d'autres appellations au cours de son histoire.
Le groupe est présidé depuis le 23 juin 2022 par Boris Vallaud, député de la 3e circonscription des Landes.

## Effectifs et dénominations depuis 1893
| Année                                              | Législature      | Nom | Membres | Apparentés | Total     | Évolution     | %       | Rang |
| -------------------------------------------------- | ---------------- | --- | ------- | ---------- | --------- | ------------- | ------- | ---- |
| IIIe République                                    |                  | |         |            |           |               |         |      |
| 1893                                               | VIe              | Union socialiste | —       | —          | 40 / 574  | —             | 6,97 %  | 4e   |
| 1898                                               | VIIe             | Union socialiste | —       | —          | 37 / 581  | 3             | 6,37 %  | 6e   |
| 1902                                               | VIIIe            | Socialiste révolutionnaire | —       | —          | 12 / 589  | —             | 2,03 %  | 8e   |
| 1902                                               | VIIIe            | Socialiste parlementaire | —       | —          | 37 / 589  | —             | 6,28 %  | 7e   |
| 1906                                               | IXe              | Socialiste unifié | —       | —          | 54 / 592  | 5             | 9,12 %  | 6e   |
| 1910                                               | Xe               | Parti socialiste | —       | —          | 75 / 595  | 21            | 12,60 % | 3e   |
| 1914                                               | XIe              | Parti socialiste | —       | —          | 104 / 602 | 29            | 17,28 % | 2e   |
| 1919                                               | XIIe             | Parti socialiste | —       | —          | 68 / 613  | 36            | 11,09 % | 4e   |
| 1924                                               | XIIIe            | Parti socialiste | —       | —          | 104 / 581 | 36            | 17,90 % | 2e   |
| 1928                                               | XIVe             | Parti socialiste | —       | —          | 100 / 604 | 4             | 16,56 % | 3e   |
| 1932                                               | XVe              | Parti socialiste | 131     | 1          | 132 / 607 | 32            | 21,75 % | 2e   |
| 1936                                               | XVIe             | Groupe socialiste (SOC) | 148     | 1          | 149 / 610 | 17            | 24,43 % | 1er  |
| Gouvernement provisoire de la République française |                  | |         |            |           |               |         |      |
| 1945                                               | Ire Constituante | Groupe socialiste (SOC) | 139     | 0          | 139 / 586 | 10            | 23,60 % | 3e   |
| 1946 (juin)                                        | IIe Constituante | Groupe socialiste (SOC) | 127     | 1          | 128 / 586 | 11            | 21,84 % | 3e   |
| IVe République                                     |                  | |         |            |           |               |         |      |
| 1946 (nov)                                         | Ire              | Groupe socialiste (SOC) | 101     | 0          | 101 / 619 | 27            | 16,31 % | 3e   |
| 1951                                               | IIe              | Groupe socialiste (SOC) | 105     | 2          | 107 / 627 | 6             | 17,07 % | 2e   |
| 1956                                               | IIIe             | Groupe socialiste (SOC) | 94      | 0          | 94 / 607  | 13            | 15,48 % | 3e   |
| Ve République                                      |                  | |         |            |           |               |         |      |
| 1958                                               | Ire              | Groupe socialiste (SOC) | 43      | 4          | 47 / 576  | 47            | 8,16 %  | 5e   |
| 1962                                               | IIe              | Groupe socialiste (SOC) | 64      | 2          | 66 / 482  | 19            | 13,70 % | 2e   |
| 1967                                               | IIIe             | Groupe de la Fédération de la gauche démocrate et socialiste (FGDS)                                                                           | 116     | 5          | 121 / 486 | 55            | 24,90 % | 2e   |
| 1968                                               | IVe              | Groupe de la Fédération de la gauche démocrate et socialiste (FGDS)                                                                           | 57      | 0          | 57 / 487  | 64            | 11,70 % | 3e   |
| 1973                                               | Ve               | Groupe du Parti socialiste et des radicaux de gauche (PSRG)                                                                                   | 100     | 2          | 102 / 490 | 43            | 20,82 % | 2e   |
| 1978                                               | VIe              | Groupe socialiste (SOC) | 102     | 11         | 113 / 491 | 11            | 23 %    | 3e   |
| 1981                                               | VIIe             | Groupe socialiste (SOC) | 265     | 20         | 285 / 491 | 172           | 58 %    | 1er  |
| 1986                                               | VIIIe            | Groupe socialiste (SOC) | 196     | 16         | 212 / 577 | 73            | 37,75 % | 1er  |
| 1988                                               | IXe              | Groupe socialiste (SOC) | 258     | 17         | 275 / 575 | 63            | 47,83 % | 1er  |
| 1993                                               | Xe               | Groupe socialiste (SOC) | 52      | 5          | 57 / 577  | 218           | 9,88 %  | 3e   |
| 1997                                               | XIe              | Groupe socialiste (SOC) | 242     | 8          | 250 / 577 | 193           | 43,33 % | 1er  |
| 2002                                               | XIIe             | Groupe socialiste (SOC) | 140     | 1          | 141 / 577 | 109           | 24,44 % | 2e   |
| 2007                                               | XIIIe            | Socialiste, radical, citoyen et divers gauche (SRC)                                                                                           | 189     | 15         | 204 / 577 | 63            | 35,35 % | 2e   |
| 2012                                               | XIVe             | Socialiste, républicain et citoyen (SRC) puis socialiste, écologiste et républicain (SER) à partir du 25 mai 2016                             | 279     | 16         | 295 / 577 | 91            | 51,13 % | 1er  |
| 2017                                               | XVe              | Groupe Nouvelle Gauche (NG) puis groupe socialistes et apparentés (SOC) à partir du 12 septembre 2018                                         | 28      | 3          | 31 / 577  | 264           | 5,37 %  | 4e   |
| 2022                                               | XVIe             | Groupe Socialistes et apparentés, membre de l'intergroupe Nupes (SOC) puis groupe socialistes et apparentés (SOC) à partir du 19 octobre 2023 | 27      | 4          | 31 / 577  | en stagnation | 5,37 %  | 6e   |
| 2024                                               | XVIIe            | Socialistes et apparentés (SOC) | 62      | 4          | 66 / 577  | 35            | 11,44 % | 4e   |

## Composition

### XVIIelégislature
| Circonscription      | Circonscription | Nom                       | Parti | Parti  | Remarques |
| -------------------- | --------------- | ------------------------- | ----- | ------ | --- |
| Ardèche              | 1re             | Hervé Saulignac           |       | PS     | |
| Bas-Rhin             | 3e              | Thierry Sother            |       | PS     | |
| Bouches-du-Rhône     | 11e             | Marc Pena                 |       | PS     | |
| Bouches-du-Rhône     | 2e              | Laurent Lhardit           |       | PS     | |
| Calvados             | 2e              | Arthur Delaporte          |       | PS     | Porte-parole du groupe |
| Charente-Maritime    | 3e              | Fabrice Barusseau         |       | PS     | |
| Corrèze              | 1re             | François Hollande         |       | PS     | Ancien Président de la République française                                                                                  |
| Côte-d'Or            | 1re             | Océane Godard             |       | PS     | Vice-présidente du groupe |
| Côte-d'Or            | 3e              | Pierre Pribetich          |       | PS     | |
| Drôme                | 1re             | Paul Christophle          |       | PS     | |
| Essonne              | 6e              | Jérôme Guedj              |       | PS     | |
| Eure                 | 4e              | Philippe Brun             |       | PS     | Vice-président de la commission des Finances                                                                                 |
| Finistère            | 6e              | Mélanie Thomin            |       | PS     | Porte-parole du groupe |
| Gironde              | 4e              | Alain David               |       | PS     | |
| Gironde              | 5e              | Pascale Got               |       | PS     | Vice-président de la commission des Affaires étrangères                                                                      |
| Gironde              | 6e              | Marie Récalde             |       | PS     | Secrétaire de la commission de la Défense nationale et des Forces armées                                                     |
| Gironde              | 7e              | Sébastien Saint-Pasteur   |       | PS     | Vice-président du groupe |
| Haute-Garonne        | 10e             | Jacques Oberti            |       | PS     | |
| Haute-Garonne        | 6e              | Arnaud Simion             |       | PS     | |
| Haute-Garonne        | 8e              | Joël Aviragnet            |       | PS     | |
| Haute-Vienne         | 2e              | Stéphane Delautrette      |       | PS     | Président de la Délégation aux collectivités territoriales et à la décentralisation                                          |
| Hautes-Alpes         | 1re             | Marie-José Allemand       |       | PS     | Vice-présidente du groupe |
| Hautes-Alpes         | 2e              | Valérie Rossi             |       | PS     | |
| Hautes-Pyrénées      | 2e              | Denis Fégné               |       | PS     | |
| Hérault              | 3e              | Fanny Dombre-Coste        |       | PS     | |
| Ille-et-Vilaine      | 8e              | Mickaël Bouloux           |       | PS     | |
| Ille-et-Vilaine      | 3e              | Claudia Rouaux            |       | PS     | |
| Indre-et-Loire       | 4e              | Laurent Baumel            |       | PS     | |
| Isère                | 4e              | Marie-Noëlle Battistel    |       | PS     | Vice-présidente de la commission des Affaires économiques                                                                    |
| Landes               | 3e              | Boris Vallaud             |       | PS     | Président du groupe |
| Loire                | 1re             | Pierrick Courbon          |       | PS     | |
| Loire-Atlantique     | 1re             | Karim Benbrahim           |       | PS     | |
| Loire-Atlantique     | 5e              | Fabrice Roussel           |       | PS     | |
| Lot                  | 2e              | Christophe Proença        |       | PS     | |
| Lozère               | 1re             | Sophie Pantel             |       | PS     | Secrétaire de l’Assemblée nationale                                                                                          |
| Manche               | 4e              | Anna Pic                  |       | PS     | Vice-présidente du groupe |
| Martinique           | 3e              | Béatrice Bellay           |       | PS     | Porte-parole du groupe |
| Mayenne              | 1re             | Guillaume Garot           |       | PS     | Vice-président du groupe |
| Meurthe-et-Moselle   | 1re             | Estelle Mercier           |       | PS     | |
| Meurthe-et-Moselle   | 2e              | Stéphane Hablot           |       | PS     | |
| Meurthe-et-Moselle   | 5e              | Dominique Potier          |       | PS     | |
| Nord                 | 11e             | Roger Vicot               |       | PS     | |
| Nord                 | 13e             | Julien Gokel              |       | PS     | Vice-président du groupe |
| Orne                 | 1re             | Chantal Jourdan           |       | PS     | |
| Paris                | 11e             | Céline Hervieu            |       | PS     | |
| Paris                | 7e              | Emmanuel Grégoire         |       | PS     | Porte-parole du groupe |
| Puy-de-Dôme          | 2e              | Christine Pirès-Beaune    |       | PS     | Première questeure de l'Assemblée nationale                                                                                  |
| Pyrénées-Atlantiques | 4e              | Iñaki Echaniz             |       | PS     | Secrétaire de l’Assemblée nationale                                                                                          |
| Pyrénées-Atlantiques | 5e              | Colette Capdevielle       |       | PS     | Secrétaire de la commission des Lois                                                                                         |
| Rhône                | 4e              | Sandrine Runel            |       | PS     | |
| La Réunion           | 1re             | Philippe Naillet          |       | PS     | |
| Sarthe               | 2e              | Marietta Karamanli        |       | PS     | |
| Seine-et-Marne       | 11e             | Olivier Faure             |       | PS     | Premier secrétaire du Parti socialiste                                                                                       |
| Seine-et-Marne       | 9e              | Céline Thiébault-Martinez |       | PS     | |
| Seine-Maritime       | 1re             | Florence Herouin-Léautey  |       | PS     | |
| Seine-Maritime       | 5e              | Gérard Leseul             |       | PS     | Vice-président du groupe, Vice-président de la commission du Développement durable et de l'Aménagement du territoire         |
| Seine-Saint-Denis    | 8e              | Fatiha Keloua-Hachi       |       | PS     | Présidente de la commission des affaires culturelles et de l'éducation                                                       |
| Val-d'Oise           | 2e              | Ayda Hadizadeh            |       | PS     | Vice-présidente du groupe |
| Val-d'Oise           | 7e              | Romain Eskenazi           |       | PS     | |
| Val-de-Marne         | 9e              | Isabelle Santiago         |       | PS     | |
| Yvelines             | 7e              | Aurélien Rousseau         |       | PP     | Vice-président de la délégation parlementaire au renseignement Président de la commission de vérification des fonds spéciaux |
| Yvelines             | 9e              | Dieynaba Diop             |       | PS     | Vice-présidente du groupe |
|                      |                 |                           |       |        | |
| Guadeloupe           | 4e              | Elie Califer              |       | FGPS   | Apparenté, vice-président du groupe                                                                                          |
| Guadeloupe           | 2e              | Christian Baptiste        |       | PPDG   | Apparenté |
| Martinique           | 1re             | Jiovanny William          |       | Péyi-A | Apparenté |
| Pyrénées-Atlantiques | 6e              | Peio Dufau                |       | EH Bai | Apparenté |

### XVIelégislature
| Circonscription      | Circonscription | Nom                    | Parti | Parti | Remarques                                                                   |
| -------------------- | --------------- | ---------------------- | ----- | ----- | --------------------------------------------------------------------------- |
| Ardèche              | 1re             | Hervé Saulignac        |       | PS    |                                                                             |
| Calvados             | 2e              | Arthur Delaporte       |       | PS    | Porte-parole du groupe                                                      |
| Eure                 | 4e              | Philippe Brun          |       | PS    |                                                                             |
| Finistère            | 6e              | Mélanie Thomin         |       | PS    |                                                                             |
| Gironde              | 4e              | Alain David            |       | PS    |                                                                             |
| Haute-Garonne        | 8e              | Joël Aviragnet         |       | PS    |                                                                             |
| Ille-et-Vilaine      | 8e              | Mickaël Bouloux        |       | PS    |                                                                             |
| Ille-et-Vilaine      | 3e              | Claudia Rouaux         |       | PS    |                                                                             |
| Isère                | 4e              | Marie-Noëlle Battistel |       | PS    |                                                                             |
| Landes               | 3e              | Boris Vallaud          |       | PS    | Président du groupe                                                         |
| Manche               | 4e              | Anna Pic               |       | PS    |                                                                             |
| Mayenne              | 1re             | Guillaume Garot        |       | PS    |                                                                             |
| Meurthe-et-Moselle   | 5e              | Dominique Potier       |       | PS    |                                                                             |
| Nord                 | 11e             | Roger Vicot            |       | PS    |                                                                             |
| Orne                 | 1re             | Chantal Jourdan        |       | PS    |                                                                             |
| Pas de Calais        | 8e              | Bertrand Petit         |       | PS    | Élu sous l'étiquette divers gauche (et en tant que dissident NUPÉS en 2022) |
| Puy-de-Dôme          | 2e              | Christine Pirès-Beaune |       | PS    | Porte-parole du groupe                                                      |
| Pyrénées-Atlantiques | 4e              | Iñaki Echaniz          |       | PS    |                                                                             |
| Saône-et-Loire       | 4e              | Cécile Untermaier      |       | PS    |                                                                             |
| Sarthe               | 2e              | Marietta Karamanli     |       | PS    |                                                                             |
| Seine-Maritime       | 5e              | Gérard Leseul          |       | PS    |                                                                             |
| Seine-et-Marne       | 11e             | Olivier Faure          |       | PS    |                                                                             |
| Tarn-et-Garonne      | 1re             | Valérie Rabault        |       | PS    | Première vice-présidente de l’Assemblée                                     |
| Haute-Vienne         | 2e              | Stéphane Delautrette   |       | PS    |                                                                             |
| Essonne              | 6e              | Jérôme Guedj           |       | PS    |                                                                             |
| Seine-Saint-Denis    | 8e              | Fatiha Keloua-Hachi    |       | PS    |                                                                             |
| Val-de-Marne         | 9e              | Isabelle Santiago      |       | PS    |                                                                             |
|                      |                 |                        |       |       |                                                                             |
| Guadeloupe           | 4e              | Elie Califer           |       | FGPS  | Apparenté                                                                   |
| Guadeloupe           | 2e              | Christian Baptiste     |       | PPDG  | Apparenté                                                                   |
| Martinique           | 3e              | Johnny Hajjar          |       | PPM   | Apparenté                                                                   |
| La Réunion           | 1re             | Philippe Naillet       |       | PS    | Apparenté                                                                   |

### XVelégislature
| Circonscription      | Circonscription | Nom                         | Parti | Parti        | Remarques                                                    |
| -------------------- | --------------- | --------------------------- | ----- | ------------ | ------------------------------------------------------------ |
| Aisne                | 3e              | Jean-Louis Bricout          |       | PS puis DVG  |                                                              |
| Ardèche              | 1re             | Hervé Saulignac             |       | PS           |                                                              |
| Ardèche              | 2e              | Michèle Victory             |       | PS           |                                                              |
| Calvados             | 2e              | Laurence Dumont             |       | PS           |                                                              |
| Charente             | 3e              | Jérôme Lambert              |       | PS puis MDC  |                                                              |
| Gers                 | 2e              | Gisèle Biémouret            |       | PS           |                                                              |
| Gironde              | 4e              | Alain David                 |       | PS           |                                                              |
| Haute-Garonne        | 8e              | Joël Aviragnet              |       | PS           |                                                              |
| Ille-et-Vilaine      | 3e              | Claudia Rouaux              |       | PS           | Rejoint le groupe le 12 février 2020                         |
| Isère                | 4e              | Marie-Noëlle Battistel      |       | PS           |                                                              |
| Landes               | 3e              | Boris Vallaud               |       | PS           |                                                              |
| Mayenne              | 1re             | Guillaume Garot             |       | PS           |                                                              |
| Meurthe-et-Moselle   | 5e              | Dominique Potier            |       | PS           |                                                              |
| Orne                 | 1re             | Joaquim Pueyo               |       | PS           | Démissionne le 2 août 2020                                   |
| Orne                 | 1re             | Chantal Jourdan             |       | PS           | Remplace Joaquim Pueyo le 3 août 2020                        |
| Puy-de-Dôme          | 2e              | Christine Pirès-Beaune      |       | PS           |                                                              |
| Pyrénées-Atlantiques | 3e              | David Habib                 |       | PS           | Vice-président de l’Assemblée (à partir d'octobre 2019)      |
| Saône-et-Loire       | 4e              | Cécile Untermaier           |       | PS           |                                                              |
| Sarthe               | 2e              | Marietta Karamanli          |       | PS           |                                                              |
| Sarthe               | 4e              | Stéphane Le Foll            |       | PS           | Démissionne le 11 juillet 2018                               |
| Sarthe               | 4e              | Sylvie Tolmont              |       | PS           | Remplace Stéphane Le Foll le 12 juillet 2018                 |
| Paris                | 15e             | George Pau-Langevin         |       | PS           | Démissionne le 16 novembre 2020                              |
| Paris                | 15e             | Lamia El Aaraje             |       | PS           | Élection annulée le 28 janvier 2022                          |
| Seine-Maritime       | 5e              | Christophe Bouillon         |       | PS           | Démissionne le 17 juin 2020                                  |
| Seine-Maritime       | 5e              | Gérard Leseul               |       | PS           | Remplace Christophe Bouillon le 28 septembre 2020            |
| Seine-et-Marne       | 11e             | Olivier Faure               |       | PS           | Président de groupe (2017-2018)                              |
| Deux-Sèvres          | 2e              | Delphine Batho              |       | PS puis GÉ   | Rejoint les non-inscrits le 2 mai 2018                       |
| Tarn-et-Garonne      | 1re             | Valérie Rabault             |       | PS           | Présidente de groupe (2018-2022)                             |
| Val-de-Marne         | 9e              | Luc Carvounas               |       | PS           | Démissionne le 24 juin 2020                                  |
| Val-de-Marne         | 9e              | Isabelle Santiago           |       | PS           | Remplace Luc Carvounas le 28 septembre 2020                  |
| Val-d'Oise           | 8e              | François Pupponi            |       | PS puis DVG  | Rejoint le groupe Libertés et territoires le 17 octobre 2018 |
| Guadeloupe           | 4e              | Hélène Vainqueur-Christophe |       | PS           |                                                              |
| La Réunion           | 1re             | Ericka Bareigts             |       | PS           | Démissionne le 13 juillet 2020                               |
| La Réunion           | 1re             | Philippe Naillet            |       | PS           | Remplace Ericka Bareigts le 13 juillet 2020                  |
|                      |                 |                             |       |              |                                                              |
| Loire                | 1re             | Régis Juanico               |       | PS puis G.s  | Apparenté au groupe à partir du 23 juin 2018                 |
| Nord                 | 13e             | Christian Hutin             |       | MRC puis MDC | Apparenté au groupe                                          |
| Martinique           | 1re             | Josette Manin               |       | BPM          | Apparentée au groupe                                         |
| Martinique           | 3e              | Serge Letchimy              |       | PPM          | Apparenté au groupe, démissionne le 1er juillet 2021         |

### XIIIelégislature
| Nom                          | Parti | Parti   | Circonscription                | Remarques                                     |
| ---------------------------- | ----- | ------- | ------------------------------ | --------------------------------------------- |
| Patricia Adam                |       | PS      | Finistère (2e)                 |                                               |
| Sylvie Andrieux-Bacquet      |       | PS      | Bouches-du-Rhône (7e)          |                                               |
| Jean-Marc Ayrault            |       | PS      | Loire-Atlantique (3e)          | Président du groupe                           |
| Jean-Paul Bacquet            |       | PS      | Puy-de-Dôme (4e)               |                                               |
| Dominique Baert              |       | PS      | Nord (département) (8e)        |                                               |
| Jean-Pierre Balligand        |       | PS      | Aisne (3e)                     | Secrétaire de l'Assemblée                     |
| Gérard Bapt                  |       | PS      | Haute-Garonne (2e)             |                                               |
| Claude Bartolone             |       | PS      | Seine-Saint-Denis (6e)         |                                               |
| Jacques Bascou               |       | PS      | Aude (2e)                      |                                               |
| Christian Bataille           |       | PS      | Nord (22e)                     |                                               |
| Delphine Batho               |       | PS      | Deux-Sèvres (2e)               |                                               |
| Marie-Noëlle Battistel       |       | PS      | Isère (4e)                     |                                               |
| Jean-Louis Bianco            |       | PS      | Alpes-de-Haute-Provence (1re)  |                                               |
| Gisèle Biémouret             |       | PS      | Gers (2e)                      |                                               |
| Serge Blisko                 |       | PS      | Paris (10e)                    |                                               |
| Patrick Bloche               |       | PS      | Paris (7e)                     |                                               |
| Daniel Boisserie             |       | PS      | Haute-Vienne (2e)              |                                               |
| Maxime Bono                  |       | PS      | Charente-Maritime (1re)        |                                               |
| Jean-Michel Boucheron        |       | PS      | Ille-et-Vilaine (1re)          |                                               |
| Marie-Odile Bouillé          |       | PS      | Loire-Atlantique (8e)          |                                               |
| Christophe Bouillon          |       | PS      | Seine-Maritime (5e)            |                                               |
| Monique Boulestin            |       | PS      | Haute-Vienne (1re)             |                                               |
| Pierre Bourguignon           |       | PS      | Seine-Maritime (3e)            |                                               |
| Danielle Bousquet            |       | PS      | Côtes-d'Armor (1re)            | Secrétaire de l'Assemblée                     |
| François Brottes             |       | PS      | Isère (5e)                     |                                               |
| Alain Cacheux                |       | PS      | Nord (3e)                      |                                               |
| Jérôme Cahuzac               |       | PS      | Lot-et-Garonne (3e)            | Président de la commission des Finances       |
| Jean-Christophe Cambadélis   |       | PS      | Paris (20e)                    |                                               |
| Thierry Carcenac             |       | PS      | Tarn (2e)                      |                                               |
| Christophe Caresche          |       | PS      | Paris (18e)                    |                                               |
| Martine Carrillon-Couvreur   |       | PS      | Nièvre (1re)                   |                                               |
| Laurent Cathala              |       | PS      | Val-de-Marne (2e)              |                                               |
| Bernard Cazeneuve            |       | PS      | Manche (5e)                    |                                               |
| Jean-Paul Chanteguet         |       | PS      | Indre (3e)                     |                                               |
| Gérard Charasse              |       | PRG     | Allier (4e)                    |                                               |
| Alain Claeys                 |       | PS      | Vienne (1re)                   |                                               |
| Jean-Michel Clément          |       | PS      | Vienne (3e)                    |                                               |
| Marie-Françoise Clergeau     |       | PS      | Loire-Atlantique (2e)          |                                               |
| Gilles Cocquempot            |       | PS      | Pas-de-Calais (7e)             |                                               |
| Pierre Cohen                 |       | PS      | Haute-Garonne (3e)             |                                               |
| Catherine Coutelle           |       | PS      | Vienne (2e)                    |                                               |
| Pascale Crozon               |       | PS      | Rhône (6e)                     |                                               |
| Frédéric Cuvillier           |       | PS      | Pas-de-Calais (5e)             |                                               |
| Claude Darciaux              |       | PS      | Côte-d'Or (3e)                 |                                               |
| Pascal Deguilhem             |       | PS      | Dordogne (1re)                 |                                               |
| Michèle Delaunay             |       | PS      | Gironde (2e)                   |                                               |
| Guy Delcourt                 |       | PS      | Pas-de-Calais (13e)            |                                               |
| François Deluga              |       | PS      | Gironde (8e)                   |                                               |
| Bernard Derosier             |       | PS      | Nord (2e)                      |                                               |
| Michel Destot                |       | PS      | Isère (3e)                     |                                               |
| René Dosière                 |       | SE      | Aisne (1re)                    |                                               |
| Julien Dray                  |       | PS      | Essonne (10e)                  |                                               |
| Tony Dreyfus                 |       | PS      | Paris (5e)                     | Vice-président de l'Assemblée puis Secrétaire |
| Jean-Pierre Dufau            |       | PS      | Landes (2e)                    |                                               |
| William Dumas                |       | PS      | Gard (5e)                      |                                               |
| Jean-Louis Dumont            |       | PS      | Meuse (2e)                     |                                               |
| Laurence Dumont              |       | PS      | Calvados (2e)                  | Vice-présidente de l'Assemblée                |
| Jean-Paul Dupré              |       | PS      | Aude (3e)                      |                                               |
| Yves Durand                  |       | PS      | Nord (11e)                     |                                               |
| Philippe Duron               |       | PS      | Calvados (1re)                 |                                               |
| Olivier Dussopt              |       | PS      | Ardèche (2e)                   |                                               |
| Christian Eckert             |       | PS      | Meurthe-et-Moselle (3e)        |                                               |
| Henri Emmanuelli             |       | PS      | Landes (3e)                    |                                               |
| Corinne Erhel                |       | PS      | Côtes-d'Armor (5e)             |                                               |
| Laurent Fabius               |       | PS      | Seine-Maritime (4e)            |                                               |
| Albert Facon                 |       | PS      | Pas-de-Calais (14e)            |                                               |
| Martine Faure                |       | PS      | Gironde (9e)                   |                                               |
| Hervé Féron                  |       | PS      | Meurthe-et-Moselle (2e)        |                                               |
| Aurélie Filippetti           |       | PS      | Moselle (8e)                   |                                               |
| Geneviève Fioraso            |       | PS      | Isère (1re)                    |                                               |
| Pierre Forgues               |       | PS      | Hautes-Pyrénées (1re)          |                                               |
| Valérie Fourneyron           |       | PS      | Seine-Maritime (1re)           |                                               |
| Michel Françaix              |       | PS      | Oise (3e)                      |                                               |
| Jean-Claude Fruteau          |       | PS      | Réunion (5e)                   |                                               |
| Jean-Louis Gagnaire          |       | PS      | Loire (2e)                     |                                               |
| Geneviève Gaillard           |       | PS      | Deux-Sèvres (1er)              |                                               |
| Guillaume Garot              |       | PS      | Mayenne (1re)                  |                                               |
| Jean Gaubert                 |       | PS      | Côtes-d'Armor (2e)             | Secrétaire de l'Assemblée                     |
| Jean-Patrick Gille           |       | PS      | Indre-et-Loire (1re)           |                                               |
| Jean Glavany                 |       | PS      | Hautes-Pyrénées (3e)           |                                               |
| Daniel Goldberg              |       | PS      | Seine-Saint-Denis (3e)         |                                               |
| Pascale Got                  |       | PS      | Gironde (5e)                   |                                               |
| Marc Goua                    |       | PS      | Maine-et-Loire (2e)            |                                               |
| Jean Grellier                |       | PS      | Deux-Sèvres (4e)               |                                               |
| Élisabeth Guigou             |       | PS      | Seine-Saint-Denis (9e)         |                                               |
| David Habib                  |       | PS      | Pyrénées-Atlantiques (3e)      |                                               |
| Danièle Hoffman-Rispal       |       | PS      | Paris (6e)                     | Secrétaire de l'Assemblée                     |
| Sandrine Hurel               |       | PS      | Seine-Maritime (11e)           |                                               |
| Monique Iborra               |       | PS      | Haute-Garonne (6e)             |                                               |
| Jean-Louis Idiart            |       | PS      | Haute-Garonne (8e)             |                                               |
| Françoise Imbert             |       | PS      | Haute-Garonne (5e)             |                                               |
| Michel Issindou              |       | PS      | Isère (2e)                     |                                               |
| Éric Jalton                  |       | FRAPP   | Guadeloupe (1re)               |                                               |
| Serge Janquin                |       | PS      | Pas-de-Calais (10e)            |                                               |
| Henri Jibrayel               |       | PS      | Bouches-du-Rhône (4e)          |                                               |
| Régis Juanico                |       | PS      | Loire (1re)                    |                                               |
| Armand Jung                  |       | PS      | Bas-Rhin (1re)                 |                                               |
| Marietta Karamanli           |       | PS      | Sarthe (2e)                    |                                               |
| Jean-Pierre Kucheida         |       | PS      | Pas-de-Calais (12e)            |                                               |
| Conchita Lacuey              |       | PS      | Gironde (4e)                   |                                               |
| Jérôme Lambert               |       | PS      | Charente (3e)                  |                                               |
| François Lamy                |       | PS      | Essonne (6e)                   |                                               |
| Jack Lang                    |       | PS      | Pas-de-Calais (6e)             |                                               |
| Colette Langlade             |       | PS      | Dordogne (3e)                  |                                               |
| Jean Launay                  |       | PS      | Lot (2e)                       |                                               |
| Jean-Yves Le Bouillonnec     |       | PS      | Val-de-Marne (11e)             |                                               |
| Marylise Lebranchu           |       | PS      | Finistère (4e)                 | Questeure de l'Assemblée                      |
| Patrick Lebreton             |       | PS      | La Réunion (4e)                |                                               |
| Gilbert Le Bris              |       | PS      | Finistère (8e)                 |                                               |
| Jean-Yves Le Déaut           |       | PS      | Meurthe-et-Moselle (6e)        |                                               |
| Michel Lefait                |       | PS      | Pas-de-Calais (8e)             |                                               |
| Jean-Marie Le Guen           |       | PS      | Paris (9e)                     |                                               |
| Annick Le Loch               |       | PS      | Finistère (7e)                 |                                               |
| Patrick Lemasle              |       | PS      | Haute-Garonne (7e)             |                                               |
| Catherine Lemorton           |       | PS      | Haute-Garonne (1re)            |                                               |
| Annick Lepetit               |       | PS      | Paris (17e)                    |                                               |
| Bruno Le Roux                |       | PS      | Seine-Saint-Denis (1re)        |                                               |
| Bernard Lesterlin            |       | PS      | Allier (2e)                    |                                               |
| Michel Liebgott              |       | PS      | Moselle (10e)                  |                                               |
| Martine Lignières-Cassou     |       | PS      | Pyrénées-Atlantiques (1re)     |                                               |
| François Loncle              |       | PS      | Eure (4e)                      |                                               |
| Victorin Lurel               |       | PS      | Guadeloupe (4e)                |                                               |
| Jean Mallot                  |       | PS      | Allier (3e)                    | Vice-président de l'Assemblée                 |
| Louis-Joseph Manscour        |       | PS      | Martinique (1re)               |                                               |
| Jacqueline Maquet            |       | PS      | Pas-de-Calais (3e)             |                                               |
| Marie-Lou Marcel             |       | PS      | Aveyron (2e)                   |                                               |
| Marie-Claude Marchand        |       | PS      | Nord (19e)                     |                                               |
| Jean-René Marsac             |       | PS      | Ille-et-Vilaine (4e)           |                                               |
| Philippe Martin              |       | PS      | Gers (1re)                     |                                               |
| Martine Martinel             |       | PS      | Haute-Garonne (4e)             |                                               |
| Frédérique Massat            |       | PS      | Ariège (1re)                   |                                               |
| Gilbert Mathon               |       | PS      | Somme (4e)                     |                                               |
| Didier Mathus                |       | PS      | Saône-et-Loire (4e)            |                                               |
| Sandrine Mazetier            |       | PS      | Paris (8e)                     |                                               |
| Michel Ménard                |       | PS      | Loire-Atlantique (5e)          |                                               |
| Kléber Mesquida              |       | PS      | Hérault (5e)                   |                                               |
| Jean Michel                  |       | PS      | Puy-de-Dôme (6e)               |                                               |
| Arnaud Montebourg            |       | PS      | Saône-et-Loire (6e)            |                                               |
| Pierre Moscovici             |       | PS      | Doubs (4e)                     |                                               |
| Pierre-Alain Muet            |       | PS      | Rhône (2e)                     |                                               |
| Philippe Nauche              |       | PS      | Corrèze (2e)                   |                                               |
| Henri Nayrou                 |       | PS      | Ariège (5e)                    |                                               |
| Marie-Renée Oget             |       | PS      | Côtes-d'Armor (4e)             |                                               |
| Michel Pajon                 |       | PS      | Seine-Saint-Denis (13e)        |                                               |
| George Pau-Langevin          |       | PS      | Paris (21e)                    |                                               |
| Christian Paul               |       | PS      | Nièvre (3e)                    |                                               |
| Germinal Peiro               |       | PS      | Dordogne (4e)                  |                                               |
| Jean-Luc Pérat               |       | PS      | Nord (24e)                     |                                               |
| Jean-Claude Perez            |       | PS      | Aude (1re)                     |                                               |
| Marie-Françoise Pérol-Dumont |       | PS      | Haute-Vienne (3e)              |                                               |
| Philippe Plisson             |       | PS      | Gironde (11e)                  |                                               |
| François Pupponi             |       | PS      | Val-d'Oise (8e)                |                                               |
| Catherine Quéré              |       | PS      | Charente-Maritime (3e)         |                                               |
| Jean-Jack Queyranne          |       | PS      | Rhône (7e)                     |                                               |
| Dominique Raimbourg          |       | PS      | Loire-Atlantique (4e)          |                                               |
| Marie-Line Reynaud           |       | PS      | Charente (2e)                  |                                               |
| Alain Rodet                  |       | PS      | Haute-Vienne (4e)              |                                               |
| Marcel Rogemont              |       | PS      | Ille-et-Vilaine (3e)           |                                               |
| Bernard Roman                |       | PS      | Nord (1er)                     |                                               |
| Gwendal Rouillard            |       | PS      | Morbihan (5e)                  |                                               |
| René Rouquet                 |       | PS      | Val-de-Marne (9e)              |                                               |
| Alain Rousset                |       | PS      | Gironde (7e)                   |                                               |
| Michel Sainte-Marie          |       | PS      | Gironde (6e)                   |                                               |
| Michel Sapin                 |       | PS      | Indre (1re)                    |                                               |
| Odile Saugues                |       | PS      | Puy-de-Dôme (1re)              |                                               |
| Christophe Sirugue           |       | PS      | Saône-et-Loire (5e)            |                                               |
| Pascal Terrasse              |       | PS      | Ardèche (1re)                  |                                               |
| Jean-Louis Touraine          |       | PS      | Rhône (3e)                     |                                               |
| Marisol Touraine             |       | PS      | Indre-et-Loire (3e)            |                                               |
| Philippe Tourtelier          |       | PS      | Ille-et-Vilaine (2e)           |                                               |
| Jean-Jacques Urvoas          |       | PS      | Finistère (1re)                |                                               |
| Daniel Vaillant              |       | PS      | Paris (19e)                    |                                               |
| Jacques Valax                |       | PS      | Tarn (1re)                     |                                               |
| Manuel Valls                 |       | PS      | Essonne (1re)                  |                                               |
| Michel Vauzelle              |       | PS      | Bouches-du-Rhône (16e)         |                                               |
| Michel Vergnier              |       | PS      | Creuse (1re)                   |                                               |
| André Vézinhet               |       | PS      | Hérault (2e)                   |                                               |
| Alain Vidalies               |       | PS      | Landes (1re)                   |                                               |
| Jean-Michel Villaumé         |       | PS      | Haute-Saône (2e)               |                                               |
| Jean-Claude Viollet          |       | PS      | Charente (1re)                 |                                               |
| Philippe Vuilque             |       | PS      | Ardennes (2e)                  |                                               |
|                              |       |         |                                |                                               |
| Chantal Berthelot            |       | AGEG    | Guyane (2e)                    | Apparentée au groupe                          |
| Guy Chambefort               |       | PS      | Allier (1re)                   | Apparenté au groupe                           |
| Paul Giacobbi                |       | PRG     | Haute-Corse (2e)               | Apparenté au groupe                           |
| Annick Girardin              |       | PRG-CSA | Saint-Pierre-et-Miquelon (1re) | Apparentée au groupe                          |
| Joël Giraud                  |       | PRG     | Hautes-Alpes (2e)              | Apparenté au groupe                           |
| Christian Hutin              |       | MRC     | Nord (12e)                     | Apparenté au groupe                           |
| Serge Letchimy               |       | PPM     | Martinique (3e)                | Apparenté au groupe                           |
| Albert Likuvalu              |       | PRG     | Wallis-et-Futuna (1re)         | Apparenté au groupe                           |
| Jeanny Marc                  |       | GUSR    | Guadeloupe (3e)                | Apparentée au groupe                          |
| Dominique Orliac             |       | PRG     | Lot (1re)                      | Apparentée au groupe                          |
| Sylvia Pinel                 |       | PRG     | Tarn-et-Garonne (2e)           | Apparentée au groupe                          |
| Martine Pinville             |       | PS      | Charente (4e)                  | Apparentée au groupe                          |
| Simon Renucci                |       | CSD     | Corse-du-Sud (1re)             | Apparenté au groupe                           |
| Chantal Robin-Rodrigo        |       | PRG     | Hautes-Pyrénées (2e)           | Apparentée au groupe                          |
| Christiane Taubira           |       | Walwari | Guyane (1re)                   | Apparentée au groupe                          |

## Historique

### XIVelégislature (2012-2017)

Logo de 2016 à 2017.

Il est le groupe le plus important de la XIVe législature et compte à sa création 295 députés (279 membres et 16 apparentés), soit la majorité absolue. En mai 2013, il compte 291 députés (275 membres et 16 apparentés). En janvier 2015, le départ de Jean-Pierre Maggi fait passer son effectif total à 288, perdant ainsi la majorité absolue à l'Assemblée nationale.

#### Députés ayant quitté le groupe en cours de mandat
1. Thomas Thévenoud, exclu à la suite des révélations sur ses impôts impayés[15] ;
2. Philippe Noguès, qui conteste la ligne « sociale-libérale » du PS et rejoint en juin 2015 les non-inscrits[16].
3. Pouria Amirshahi, frondeur, qui conteste la ligne politique du gouvernement, rejoint les non-inscrits[17].
4. La frondeuse Dominique Chauvel quitte le groupe socialiste le 27 mai 2016 et rejoint les rangs des non-inscrits[18].
5. Le frondeur Patrice Prat quitte le groupe socialiste le 12 juillet 2016 et rejoint les rangs des non-inscrits[19].

#### Composition à la fin de la législature
- Président : Olivier Faure (11e circonscription de Seine-et-Marne)[20]

- Vice-présidents :
  - Seybah Dagoma (5e circonscription de Paris)
  - Véronique Massonneau (4e circonscription de la Vienne)
  - Colette Capdevielle (5e circonscription des Pyrénées-Atlantiques)
  - Sébastien Denaja (7e circonscription de l'Hérault)
  - Sophie Errante (10e circonscription de la Loire-Atlantique)
  - Philippe Baumel (3e circonscription de Saône-et-Loire)
  - Régis Juanico (1re circonscription de la Loire)

- Porte-parole :
  - Annick Lepetit (3e circonscription de Paris)
  - Hugues Fourage (5e circonscription de la Vendée)

### XVelégislature
Au début de la législature, le groupe se compose de 28 membres et de 3 apparentés.
Malgré l’inscription du groupe dans l'opposition, plusieurs députés qui le composent ont été élus en se réclamant de la majorité présidentielle. C'est le cas d'Ericka Bareigts, de Delphine Batho, d'Olivier Dussopt, de Marietta Karamanli, d'Hervé Saulignac et de Christophe Bouillon. D'autres, sans employer cette expression, ont exprimé leur soutien au mouvement d'Emmanuel Macron, comme Hélène Vainqueur-Christophe, Joaquim Pueyo ou Guillaume Garot.
D'autres enfin, sans apporter de soutien aussi explicite, ont été élus dans des circonscriptions où La République en marche ! (LREM) a choisi de ne pas présenter de candidats face à eux, comme François Pupponi, Stéphane Le Foll ou George Pau-Langevin, ou ont demandé à la commission d’investiture de LREM qu’elle renonce à investir un candidat face à eux, comme Jean-Louis Bricout.
Lors du vote de confiance au gouvernement Philippe II, alors que le PS appelle à voter contre, 3 députés votent pour la confiance (Guillaume Garot, David Habib et Hélène Vainqueur-Christophe), 23 s'abstiennent, et seuls 5 votent contre (Joël Aviragnet, Luc Carvounas, Alain David, Régis Juanico et Boris Vallaud).
Après un an de législature, le groupe Nouvelle gauche est l'un des deux groupes les moins présents aux votes de l'Assemblée (19 %), avec le groupe Les Républicains (18 %), ce qui s'explique notamment par le fait que tous deux sont en majorité composés de députés sortants.
En avril 2018, il a voté en moyenne 29,3 % des textes de la majorité, contre 15 % pour le groupe LFI et 9,3 % pour le groupe de la Gauche démocrate et républicaine ; ce taux monte à 40,8 % pour les seuls votes solennels (qui valident l'ensemble d'une loi). A cette date, il a voté favorablement lors de huit scrutins solennels, s'agissant des textes portant sur l'état d'urgence, sur la lutte contre le terrorisme, sur la moralisation de la vie politique, sur la fin de l'exploitation des hydrocarbures, sur le don de congé aux aidants familiaux, sur le droit à l'erreur, sur la protection des données personnelles et sur le transport aérien entre les États-Unis et l'Union européenne.
Le groupe PS vote intégralement contre la confiance au gouvernement Philippe en juin 2019. Il s'agit du groupe qui connaît le plus grand changement d'orientation depuis le premier vote de confiance de 2017.
En juin 2017, Olivier Faure, président du groupe parlementaire, annonce que le groupe devient Nouvelle Gauche,, une dénomination qui, pour la première fois depuis 1958, ne fait pas référence au socialisme. Le groupe abandonne cette dénomination en septembre 2018 pour « socialistes et apparentés » (SOC).

#### Répartition partisane
| Parti/étiquette politiques | Parti/étiquette politiques | Nombre de députés |
| -------------------------- | -------------------------- | ----------------- |
|                            | Parti socialiste           | 24                |
|                            | Mouvement des citoyens     | 2                 |
|                            | Génération.s               | 1                 |
|                            | Bâtir le pays Martinique   | 1                 |

#### Députés ayant quitté le groupe en cours de mandat
1. Delphine Batho, députée PS de la deuxième circonscription des Deux-Sèvres, annonce son départ du PS et du groupe le 2 mai 2018. Elle rejoint le parti Génération écologie et les députés non-inscrits[38].
2. Stéphane Le Foll, député PS de la quatrième circonscription de la Sarthe démissionne le 11 juillet 2018 de son mandat de député à la suite de son élection à la mairie du Mans. Il est remplacé par Sylvie Tolmont.
3. François Pupponi, député ex-PS de la huitième circonscription du Val-d'Oise annonce avec 15 autres députés la création du Groupe Libertés et territoires le 17 octobre 2018[39].
4. Christophe Bouillon, député PS de la cinquième circonscription de la Seine-Maritime démissionne le 18 juin 2020 de son mandat de député à la suite de son élection à la mairie de Barentin[40].
5. Luc Carvounas, député PS de la neuvième circonscription du Val-de-Marne démissionne le 24 juin 2020 de son mandat de député à la suite de son élection à la mairie d'Alfortville.
6. Ericka Bareigts, députée PS de la première circonscription de La Réunion démissionne le 13 juillet 2020 de son mandat de député à la suite de son élection à la mairie de Saint-Denis. Elle est remplacée par Philippe Naillet.
7. Joaquim Pueyo, député PS de la première circonscription de l'Orne démissionne le 2 août 2020 de son mandat de député à la suite de son élection à la mairie d'Alençon. Il est remplacé par Chantal Jourdan.
8. George Pau-Langevin, députée PS de la 15e circonscription de Paris démissionne le 16 novembre 2020 de son mandat de député à la suite de sa nomination comme adjointe à la défenseur des droits.
9. Serge Letchimy, député PPM de la troisième circonscription de la Martinique démissionne le 1er juillet 2021 de son mandat de député à la suite de son élection à la présidence du conseil exécutif de Martinique.
10. Lamia El Aaraje, élue dans la 15e circonscription de Paris depuis le 7 juin 2021, perd son mandat le 28 janvier 2022 à la suite d'une décision du Conseil constitutionnel annulant l'élection à cause d'une usurpation de logo par l'un de ses adversaires[41].

#### Membres du bureau de l'Assemblée nationale
- Deux des douze secrétaires (2017-2019) :
  - Luc Carvounas (neuvième circonscription du Val-de-Marne) ;
  - Laurence Dumont (deuxième circonscription du Calvados).
- Un des six vice-présidents (depuis 2019) :
  - David Habib (troisième circonscription des Pyrénées-Atlantiques), de 2019 à 2022.
  - Valérie Rabault (première circonscription du Tarn-et-Garonne), depuis 2022.

### XVIelégislature (2022-2024)
Le Parti socialiste avait préinvesti plus de 400 candidats avant son accord avec la Nouvelle Union populaire écologique et sociale, que certains n'ont pas accepté, maintenant leurs candidatures. A émergé ainsi le projet d'un « autre groupe de gauche à l'Assemblée nationale » face à la NUPES, intégrant les socialistes « dissidents », le Parti radical de gauche (PRG), et « des socialistes investis NUPES mais qui ne s'en revendiquent pas », parmi lesquelles Valérie Rabault, présidente des députés socialistes entre 2017 et 2022, qui en mai 2022 s'est opposée à l'accord électoral entre le PS et La France insoumise. Le projet n'aboutit pas, les socialistes se situant en dehors de l'accord NUPES siègent soit parmi les députés non-inscrits, soit au sein du groupe LIOT, soit au sein du groupe socialiste.
En 2022, la presse a recensé 70 candidatures « dissidentes », soit autant que de candidats PS investis par la NUPES. Sébastien Vincini, secrétaire national du PS, a précisé que certains se sont mis eux-mêmes en retrait du PS et que les autres « seront exclus », ce qui a été contesté en justice.
Selon la direction du PS, 19 ont décidé de faire bénéficier les financements politiques générés par leur candidature au Parti radical de gauche (PRG), privant ainsi le Parti socialiste d'un million d'euros de financements.
Après la mise en place d'un moratoire sur la participation du Parti socialiste à l'intergroupe de la NUPES, le groupe revient à son appellation précédente de « groupe Socialistes et apparentés », en retirant la mention à la NUPES, le 18 octobre 2023 (publication au Journal officiel le lendemain).

### XVIIelégislature (depuis 2024)

#### Projet d'abrogation de la réforme des retraites de 2023
En tant que président du groupe parlementaire PS, Boris Vallaud participe au projet de loi d'abrogation de réforme des retraites de 2023, résultat d'un compromis entre l'ensemble des quatre partis du Nouveau Front populaire (NFP). Le texte ne propose pas de revenir à une durée de cotisation minimum de 41,5 ans comme avant la réforme Touraine de 2013, ni d'aller à 43 ans pour l'horizon 2035, comme le proposait cette réforme Touraine de 2013, mais de se concentrer à court terme sur une voie moyenne, sous la forme d'une durée de cotisation de 42 ans dans l'immédiat. Cette durée correspond à celle proposée par le RN, mais aussi à celle que prévoyait la réforme Touraine pour les salariés nés en 1961, 1962 et 1963, ceux qui sont dans l'immédiat concernés car leur départ potentiel est proche, tandis que les scénarios de l'espérance de vie sur lesquels reposait la réforme Touraine de 2013 ont changé car après sa croissance rapide au XXe siècle, elle est revenue à une quasi-stagnation sur la seconde partie des années 2010 et le début des années 2020. Il déclare le 24 novembre souhaiter "maintenir la réforme Touraine" mais en citant l'autre partie de cette réforme, les "mesures sur les carrières longues et sur la pénibilité". "Dans l'hémicycle, nous voterons le rétablissement de la réforme Touraine", via un amendement déposé par le groupe Liot, "mais nous voterons aussi, même si la suppression devait être maintenue l'abrogation de la réforme de madame Borne" via le texte proposé qui revient à une durée de 42 ans. Ce texte a été adopté le 20 novembre en commission des affaires sociales par 35 voix (celles de tous les partis de gauche et du RN), contre 16 (centre et droite).

## Organisation

### Présidents depuis 1958
| Portrait | Nom                     | Dates du mandat  | Dates du mandat  | Dates du mandat            | Notes |
| Portrait | Nom                     | Début            | Fin              | Durée                      | Notes |
| -------- | ----------------------- | ---------------- | ---------------- | -------------------------- | --- |
|          | Francis Leenhardt       | 9 décembre 1958  | 9 octobre 1962   | 3 ans et 10 mois           | Député des Bouches-du-Rhône, il est le premier président du groupe socialiste en 1958. Il perd son mandat de député lors de l'élection législative de 1962, refusant de s'allier au candidat communiste.                                                 |
|          | Gaston Defferre         | 7 décembre 1962  | 22 mai 1981      | 18 ans, 5 mois et 15 jours | Député des Bouches-du-Rhône, il est élu président en 1962. Il quitte cette fonction en 1981 lorsqu'il est nommé Ministre de l'Intérieur et de la Décentralisation au sein du gouvernement Mauroy.                                                        |
|          | Pierre Joxe             | 30 juin 1981     | 19 juillet 1984  | 3 ans et 19 jours          | Député de Saône-et-Loire, il est élu président en 1981. Il quitte cette fonction en 1984 lorsqu'il est nommé Ministre de l'Intérieur et de la Décentralisation au sein du gouvernement Fabius.                                                           |
|          | André Billardon         | 24 juillet 1984  | 27 mars 1986     | 1 an, 8 mois et 3 jours    | Député de Saône-et-Loire, il est élu président en 1984. Il quitte cette fonction en 1986. |
|          | Pierre Joxe             | 27 mars 1986     | 14 mai 1988      | 2 ans, 1 mois et 17 jours  | Député de Saône-et-Loire, il est élu président en 1986. Il quitte cette fonction en 1988 lorsqu'il est nommé Ministre de l'Intérieur au sein du gouvernement Rocard.                                                                                     |
|          | Louis Mermaz            | 23 juin 1988     | 2 octobre 1990   | 2 ans, 3 mois et 9 jours   | Député de l'Isère, il est élu président en 1988. Il quitte cette fonction en 1990 lorsqu'il est nommé Ministre de l'Agriculture et de la Forêt au sein du gouvernement Rocard.                                                                           |
|          | Jean Auroux             | 10 octobre 1990  | 1er avril 1993   | 2 ans, 6 mois et 12 jours  | Député de la Loire, il est élu président en 1990. Il perd son mandat de député lors de l'élection législative de 1993. |
|          | Martin Malvy            | 1er avril 1993   | 1er octobre 1995 | 2 ans et 6 mois            | Député du Lot, il est élu président en 1993. Il quitte cette fonction en 1995. |
|          | Laurent Fabius          | 3 octobre 1995   | 21 avril 1997    | 1 an, 6 mois et 18 jours   | Député de la Seine-Maritime, il est élu président en 1995. Il quitte cette fonction en 1997 et est alors élu Président de l'Assemblée nationale. |
|          | Jean-Marc Ayrault       | 12 juin 1997     | 15 juin 2012     | 15 ans et 3 jours          | Député de la Loire-Atlantique, il est élu président en 1997. Il quitte cette fonction en 2012 lorsqu'il est nommé Premier ministre par le Président de la République française, François Hollande.                                                       |
|          | Bruno Le Roux           | 21 juin 2012     | 6 décembre 2016  | 4 ans, 5 mois et 15 jours  | Député de la Seine-Saint-Denis, il est élu président en 2012. Il quitte cette fonction en 2016 lorsqu'il est nommé Ministre de l'Intérieur au sein du gouvernement Cazeneuve.                                                                            |
|          | Seybah Dagoma (intérim) | 6 décembre 2016  | 13 décembre 2016 | 7 jours                    | Députée de Paris, elle devient présidente du groupe par intérim en attente de l'organisation d'une nouvelle élection. |
|          | Olivier Faure           | 13 décembre 2016 | 11 avril 2018    | 1 an, 3 mois et 29 jours   | Député de Seine-et-Marne, il est élu président du groupe SER en 2016, puis réélu en 2017 sous le nom du groupe Nouvelle Gauche. Il quitte cette fonction en 2018 lorsqu'il est élu Premier secrétaire du Parti socialiste.                               |
|          | Valérie Rabault         | 11 avril 2018    | 21 juin 2022     | 4 ans, 2 mois et 10 jours  | Députée de Tarn-et-Garonne, elle est élue présidente en 2018. Elle quitte cette fonction en 2022 lorsqu'elle devient vice-présidente de l'Assemblée nationale.                                                                                           |
|          | Boris Vallaud           | 28 juin 2022     | En fonction      | 2 ans, 11 mois et 25 jours | Député des Landes, il est élu président en 2022 du groupe socialiste membre de l'intergroupe Nouvelle Union populaire écologique et sociale. Il est réélu à l'unanimité pour assumer la présidence du groupe à l'Assemblée nationale le 10 juillet 2024. |

### Secrétaires généraux
- 1967-1981 : Michel Charasse
- 1985-1991 : Jean-François Gueulette
- 1991-1997 : Marie-Christine Vergiat
- 2007-2012 : Olivier Faure
- 2012-2021 : Pascale Charlotte
- depuis 2021 : Maxime Sauvage

## Identité visuelle

2016 à 2017
2017-2018
2018-2023
Depuis 2023

## Présidents socialistes de l'Assemblée nationale sous la Cinquième République
Sous la Cinquième République, cinq membres issus du groupe socialiste ont exercé la présidence de l'Assemblée nationale, durant quatre législatures :
| Portrait | Nom | Dates du mandat  | Dates du mandat | Législature     | Circonscription |                             |
| -------- | --- | ---------------- | --------------- | --------------- | --------------- | --------------------------- |
| 1        |     | Louis Mermaz     | 2 juillet 1981  | 1er avril 1986  | VIIe            | Isère (5e)                  |
| 2        |     | Laurent Fabius   | 23 juin 1988    | 21 janvier 1992 | IXe             | Seine-Maritime (4e)         |
| 3        |     | Henri Emmanuelli | 22 janvier 1992 | 1er avril 1993  | IXe             | Landes (3e)                 |
| (2)      |     | Laurent Fabius   | 12 juin 1997    | 27 mars 2000    | XIe             | Seine-Maritime (4e)         |
| 4        |     | Raymond Forni    | 27 mars 2000    | 18 juin 2002    | XIe             | Territoire de Belfort (1re) |
| 5        |     | Claude Bartolone | 26 juin 2012    | 20 juin 2017    | XIVe            | Seine-Saint-Denis (9e)      |